# Augouardia
Augouardia là một chi thực vật có hoa trong họ Đậu.